# Wilhelm Bichl
Wilhelm Bichl (Hall in Tirol, 3 de febrero de 1949) es un deportista austríaco que compitió en luge. Ganó una medalla de oro en el Campeonato Europeo de Luge de 1967, en la prueba doble.

## Palmarés internacional
| Campeonato Europeo | Campeonato Europeo | Campeonato Europeo | Campeonato Europeo |
| Año                | Lugar              | Medalla            | Prueba             |
| ------------------ | ------------------ | ------------------ | ------------------ |
| 1967               | Königssee (RFA)    | Medalla de oro     | Doble              |